# 高等教育紀事報
《高等教育紀事報》（英語：The Chronicle of Higher Education）是一份以學院、大學和學生事務為主要報導內容的英語週報。總部位於美國華盛頓特區，是美國學術界主要新聞報刊之一。一般情況下每週發行一期，在六、七、八月份和12月最後的三個星期隔周發行（每年42期）。
《慈善紀事報》及門戶網站《藝術與文學日報》也由高等教育紀事報負責運作。

## 歷史
1949年，科爾賓·格沃爾特尼（Corbin Gwaltney）創立并成為約翰霍普金斯大學校友雜誌的編輯。1957年，他聯合其他大學的雜誌編輯發起了一項旨在探索高等教育中存在的問題的項目。 在史普尼克1號升空當日（即1954年10月4日），作為校友雜誌的增刊，“Moonshooter”計劃形成。 編輯們同意以雜誌60%的收益對該計劃予以支持。第一個“Moonshooter Report”長達32頁，題目為“美國高等教育：1958”（American Higher Education, 1958），并共向15所學院及大學售出135萬份，第三年這個數字便增長到300萬。
1959年，格沃爾特尼離開霍普金斯大學的校友雜誌，成為新成立的“Editorial Projects for Education”（EPE）的全職編輯。這個組織創立於他自己位於巴爾的摩公寓的辦公室中，後來又搬到霍普金斯大學附近。 這時他意識到在高等教育領域成立一份出版物的必要， 因此和其他一些人開始了《高等教育紀事報》的創立工作。
《高等教育紀事報》正式成立於1966年， 其第一期刊發於1966年11月。
因為創立者們並不認為一般大眾對高等教育有深入認識和瞭解， 所以最初該報不接受任何形式的廣告，也沒有固定職員。資金則來自卡內基基金會和福特基金會。 後來才逐漸有了高等教育求職廣告，并逐漸開始在經濟上獨立起來。
1970年代由於廣告收入頗豐，紀事報開始有私人雇員，1978年EPE的董事會同意將這份報紙賣給其編輯們。 最終成交金額超過200萬美元。
1993年，高等教育紀事報成爲了最早出現在互聯網上的報紙之一。

## 獲獎情況
《高等教育紀事報》曾獲得許多獎項。在2005年，因其發表的兩份關於野雞大學和剽竊的文章，獲提名美國國家雜誌獎，實際上從2001年至2005年，該報每年都有獲得這個獎項的提名。
2007年，《高等教育紀事報》贏得《優涅讀者》政治報導獨立媒體獎。

## 外部連結
- 官方网站